# Andreas Bredau
Andreas Bredau né le 21 mars 1984 à Burg est un bobeur allemand actif depuis 2005. Il a remporté la médaille d'or dans l'épreuve du bob à quatre et celle d'argent en bob à deux aux Championnats du monde 2011 et deux autres médailles de bronze en 2012 et 2013. Aux Jeux olympiques d'hiver de 2010, il termine septième dans l'épreuve du bob à quatre. Il est régulièrement associé avec Manuel Machata que ce soit en bob à deux ou à quatre.

## Palmarès

### Championnats monde
- Königssee 2011
  -  médaille d'or en bob à quatre
  -  médaille d'argent en bob à deux
- Lake Placid 2012
  -  médaille de bronze en bob à deux
- Saint-Moritz 2013
  -  médaille de bronze en bob à deux
- Winterberg 2015
  -  médaille d'argent en bob à quatre

### Coupe du monde
- 26 podiums : 
  - en bob à 2 : 2 victoires, 3 deuxièmes places et 3 troisièmes places.
  - en bob à 4 : 6 victoires, 6 deuxièmes places et 6 troisièmes places.

#### Détails des victoires en Coupe du monde
| Édition   | Bob à 2               | Bob à 4                 |
| 2010-2011 | Whistler Saint-Moritz | Calgary Igls Winterberg |
| 2011-2012 |                       | La Plagne Calgary       |
| 2014-2015 |                       | Altenberg               |